# Glöckle

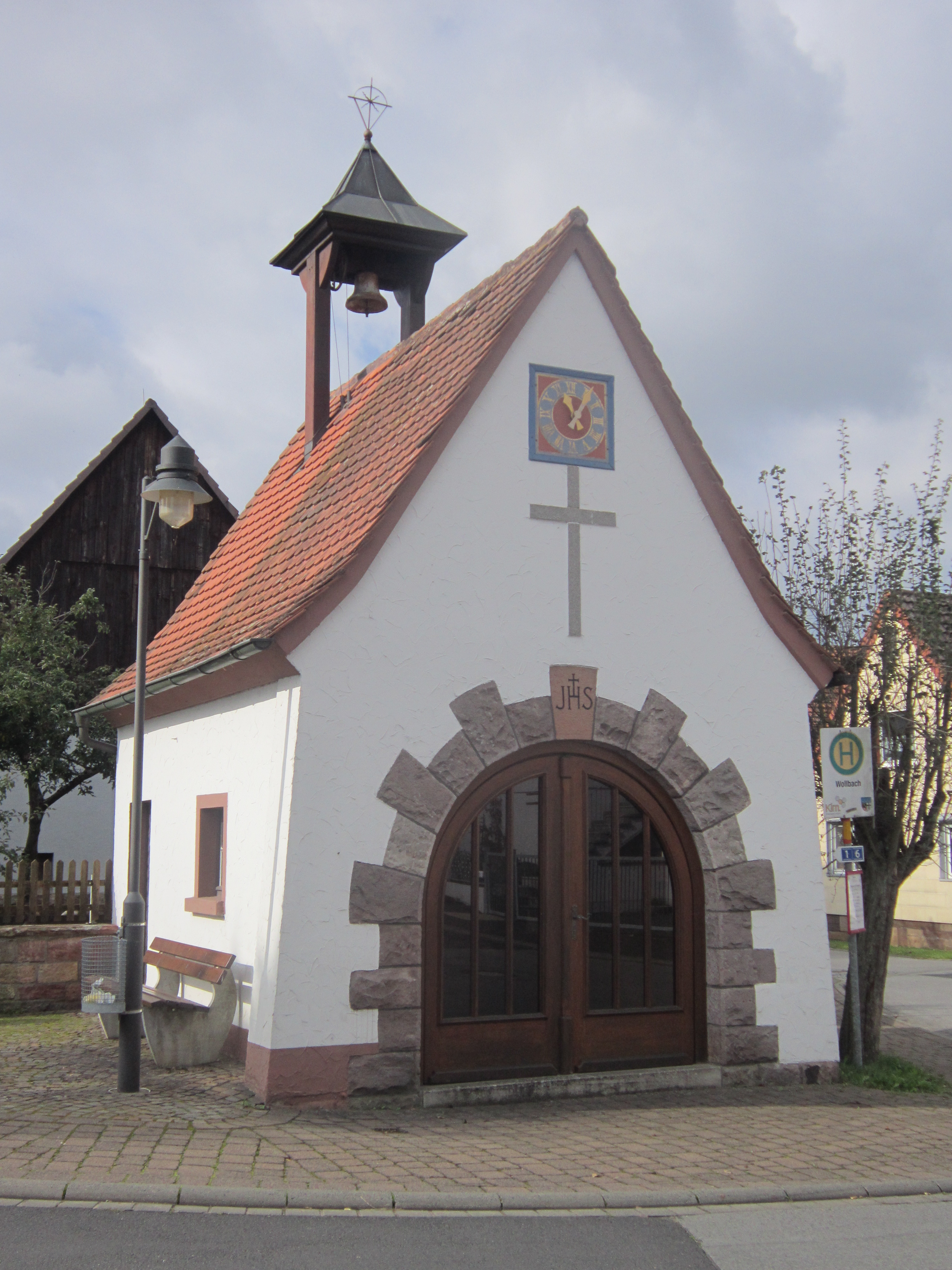
Das Glöckle von Wollbach.

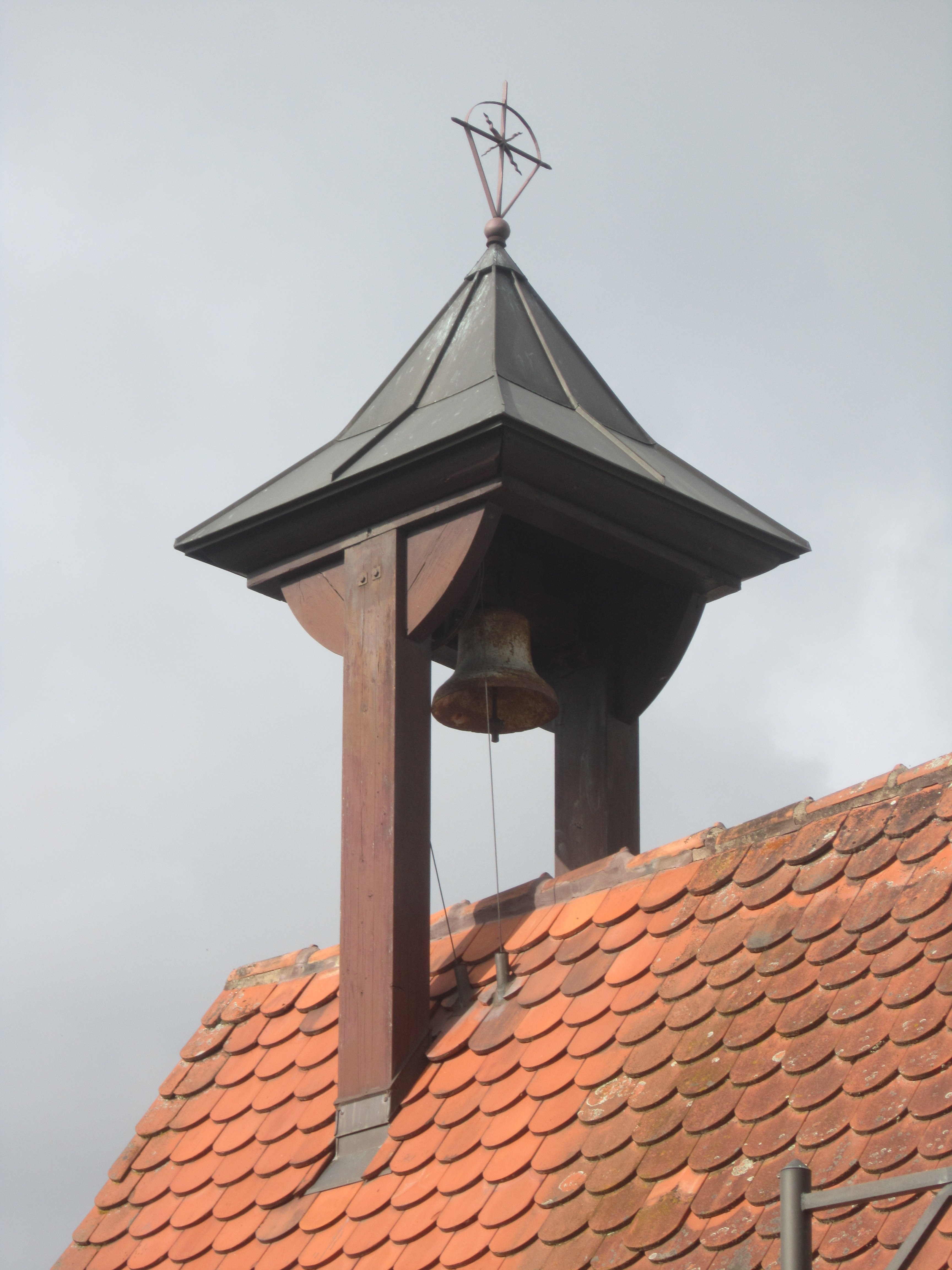
Dachreiter mit der Glocke des Glöckle.

Das Glöckle ist eine Kapelle in Wollbach, einem Gemeindeteil des Marktes Burkardroth im unterfränkischen Landkreis Bad Kissingen. Die Glöckle-Kapelle gehört zu den Baudenkmälern von Burkardroth und ist unter der Nummer D-6-72-117-122 in der Bayerischen Denkmalliste registriert.

## Geschichte
Zu den wenigen bekannten historischen Informationen über die Glöckle-Kapelle gehört, dass sie im Jahr 1952 entstand und einen Holz- und Lehmbau von 1817 ersetzte.
Zur Kapellenanlage gehören ein Brunnen sowie ein unter Denkmalschutz stehender Bildstock. Im Inneren beherbergt die Kapelle eine von Rudolf Rost (Steinmetz und ehemaliger Bürgermeister aus Stralsbach) geschaffenen Altar mit einer Herz-Jesu-Figur. Neben dem Altar befinden sich eine Holzplastik der Mutter Gottes, die nach mündlicher Überlieferung bereits mehr als 100 Jahre alt ist, sowie eine Statue des Hl. Wendelinus.
Im Dach befindet sich eine Glocke, die aus der Vorgängerkapelle stammt und wahrscheinlich der Ursprung für den Namen der Glöckle-Kapelle ist. Sie wurde bei Feuer und ähnlichen Notfällen sowie bei Einbruch der Dunkelheit geläutet.
Seit Bestehen des Glöckle kümmern sich Wollbacher Bürger ehrenamtlich um die in der Dorfmitte gelegene Kapelle.

## Bildstock
Der Kreuzdachbildstock neben dem Glöckle besteht aus Sandstein und entstand im Jahr 1664. Auf einer Rundsäule über einem Sockel mit Mühlradfundament beherbergt er eine Bildnische mit einem modernen Holzrelief des  Heiligen Wendelin von 1955.